# Cornel Dinu
Cornel Dinu, né le 2 août 1948 à Târgoviște, est un ancien entraîneur et joueur roumain de football.

## Carrière
- 1966-1983 : Dinamo Bucarest  Roumanie

## Palmarès

### Joueur
- 75 sélections et 7 buts avec l'équipe de Roumanie entre 1968 et 1981.
- Participation à la Coupe du monde en 1970
- Champion de Roumanie en 1971, 1973, 1975, 1977, 1982 et 1983
- Vainqueur de la Coupe de Roumanie en 1968 et 1982

### Distinctions personnelles
- Élu Footballeur roumain de l'année en 1970, 1972 et 1974

### Entraîneur

#### Avec le Dinamo Bucarest
- Champion de Roumanie en 2000
- Vainqueur de la Coupe de Roumanie en 2000 et 2001